# Saint-Ange-et-Torçay
Saint-Ange-et-Torçay – miejscowość i gmina we Francji, w Regionie Centralnym, w departamencie Eure-et-Loir.
Według danych na rok 1990 gminę zamieszkiwały 243 osoby, a gęstość zaludnienia wynosiła 15 osób/km² (wśród 1842 gmin Regionu Centralnego Saint-Ange-et-Torçay plasuje się na 897. miejscu pod względem liczby ludności, natomiast pod względem powierzchni na miejscu 825.).